# William Taylor (Boxer)
William „Billy“ Taylor (* 14. September 1952; † 19. Januar 2022) war ein britischer Boxer.

## Werdegang
William Taylor, der in Haggerston aufwuchs und als Fensterputzer tätig war, begann mit dem Boxen beim St Monica’s Boxing Club. Mitte der 1960er Jahre trat er dem Repton Boxing Club in London bei und begann 1970 seine Amateur-Boxkarriere. Bis 1973 absolvierte er neun Kämpfe, wovon er drei gewann. Da der Schotte Vernon Sollas wegen Diebstahls verurteilt wurde, nahm Taylor an den Olympischen Sommerspielen 1972 in München teil. Dort schied er im Federgewichtsturnier in der 2. Runde gegen Jochen Bachfeld aus der DDR aus. Zuvor hatte er seinen Erstrundenkampf gegen den Marokkaner Lahcen Maghfour gewinnen können.
1973 begann Taylor seine Profikarriere und gewann in den folgenden elf Monaten jeden seiner fünf Profikämpfe. Danach beendete er seine Karriere und wurde beim Repton Boxing Club Trainer. Zudem spielte er in Fernsehwerbung mit.